# Jalšové
Jalšové es un municipio del distrito de Hlohovec en la región de Trnava, Eslovaquia, con una población estimada a final del año 2024 de 473 habitantes.
Se encuentra ubicado en el centro-este de la región, cerca del río Váh (cuenca hidrográfica del Danubio) y de la región de Nitra.

## Demografía
| Año        | 1994 | 2004    | 2014    | 2024   |
| ---------- | ---- | ------- | ------- | ------ |
| Población  | 470  | 469     | 500     | 473    |
| Diferencia |      | −0,21 % | +6,60 % | −5,4 % |

| Año        | 2023 | 2024    |
| ---------- | ---- | ------- |
| Población  | 479  | 473     |
| Diferencia |      | −1,25 % |